# Кожа (фильм, 2017)
«Кожа» (исп. Pieles) — испанский фильм-драма 2017 года, поставленный режиссёром Эдуардо Касановой. Премьера фильма состоялась 11 февраля 2017 года на 67-м Берлинском международном кинофестивале, где он принимал участие в секции «Панорама».

## Сюжет
Лента рассказывает истории людей, которые, имея различные формы физического уродства, не придерживаются социальных норм и вынуждены скрываться от общества, приспосабливаясь к существованию в нём.

## В ролях
- Макарена Гомес — Лаура
- Ана Польвороса — Саманта
- Каролина Банг — психиатр
- Лье Годой — Микель
- Джон Кортахарена — Гили
- Кандела Пенья — Ана
- Секун де ла Роса — Эрнесто
- Кармен Мачи — Клаудия
- Ана Мариа Айала — Ванеса[3]
- Ициар Кастро — Ициар[3]

## Восприятие
Фильм был отмечен тремя номинациями на премию «Гойя», но не получил ни одной награды.
Альфонсо Ривера (Cineuropa) посчитал «Кожу» «очень личным фильмом и гимном толерантности, принятию, свободе, мужеству и нормальности различий».
Критик The Hollywood Reporter Джонатан Холланд отметил: «Сочетая яркие китчевые цвета раннего Альмодовара с трансгрессивной любовью к запретному Джона Уотерса, эта серия взаимосвязанных историй о людях с физическими особенностями, ищущих своё место в мире, обладает достоинством — особенно редким в испанском кино — знакомить зрителя с новым, нестандартным миром».